# 캐리 스노드그레스
캐리 스노드그레스(Carrie Snodgress, 1945년 2월 15일 ~ 2004년 4월 1일)는 미국의 배우이다.

## 영화
- 이지 라이더
- 페일 라이더
- 8초의 승부
- 블루 스카이 (1994년 영화)
- 증오 (1995년 미국 영화)
- 와일드 씽

## 텔레비전
- 천사 조나단
- 제시카의 추리극장
- 엑스파일
- 제시카의 추리극장
- 팬텀 2040
- 시카고 메디컬
- ER (드라마)
- 천사의 손길
- 저징 에이미
- 웨스트 윙 (드라마)